# Laisan
Laisan ist ein See in der Gemeinde Arjeplog im Norrbottens län in der schwedischen historischen Provinz Lappland. Der schmale und langgestreckte, fast 30 km lange See liegt im Verlauf des Laisälven auf einer Meereshöhe von 424 m ö.h., ist 27,5 km² groß und 78,5 m tief. Am Ostufer des Sees verläuft eine Nebenstraße, die nach Adolfsström am Kungsleden führt. Der See entwässert über den Ume älv zum Bottnischen Meerbusen.